# センテニアル・オリンピック公園爆破事件

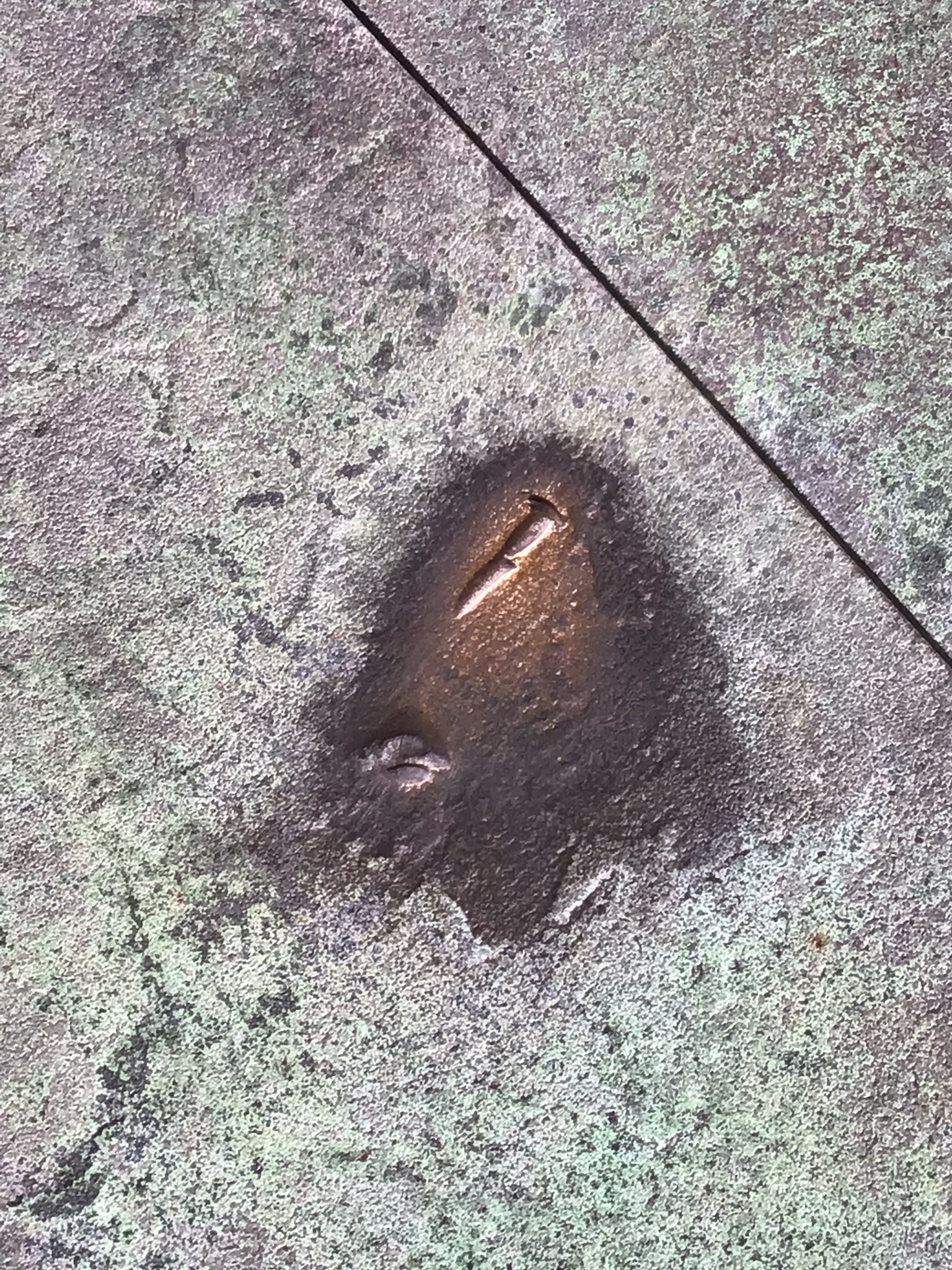
爆弾の破片跡

センテニアル・オリンピック公園爆破事件とは1996年7月27日、夏期オリンピック開催中に アメリカ合衆国ジョージア州アトランタにあるセンテニアル・オリンピック公園で同国民を狙いパイプ爆弾を用いたテロ事件である。爆風により1人が死亡、111人が負傷し、さらに1人が心臓発作で死亡した。この爆弾はエリック・ルドルフが 「グローバル社会主義」や「妊娠中絶権」に反対する目的で仕掛けたものである。警備員のリチャード・ジュエルが起爆前に爆弾を発見しジョージア州捜査局に通報、他の警備員とともに観客を公園外に避難させた。
事件後、ジュエルは連邦捜査局に容疑者と疑われるようになり、報道機関は彼が無罪であるにもかかわらずあたかも犯人かのように報道した。 ジュエルは事件に関与していないとFBIによって宣言されるのは1996年10月だった。1997年と1998年に計3回もの爆破事件があった後、ルドルフが一連の容疑者としてFBIの名に上がった。ルドルフは2003年に逮捕され、2005年に罪を認め、仮釈放の無い終身刑となった。